# Заречье (Бешенковичский район)
Заречье (бел. Зарэчча) — деревня в Бешенковичском районе Витебской области Беларуси. Входит в состав Улльского сельсовета.

## География
Деревня находится в центральной части Витебской области, на левом берегу реки Уллы, к востоку от автодороги Р-114, на расстоянии приблизительно 20 километров (по прямой) к северо-западу от городского посёлка Бешенковичи, административного центра района. Абсолютная высота — 123 метра над уровнем моря. Площадь населённого пункта — 0,1778 км².

## История
По состоянию на 1906 год, в деревне насчитывалось 17 дворов и проживало 156 человек (85 мужчин и 71 женщина). В административном отношении входила в состав Фролковского сельского общества Улльской волости Лепельского уезда Витебской губернии.
До 19 февраля 1958 года село входило в состав Усвейского сельсовета, с 1958 по 1960 гг. — в состав Дубровского сельсовета Ушачского района. До 17 июля 1964 года входила в состав Сокоровского сельсовета.

## Население
По данным переписи 2019 года, в деревне проживал 1 человек.
| Год  | Население, человек |
| ---- | ------------------ |
| 1906 | 156                |
| 2009 | ↘ 9                |
| 2019 | ↘ 1                |